# Kuimetsa
Kuimetsa är en ort i Estland. Den ligger i Kaiu kommun och landskapet Raplamaa, i den centrala delen av landet, 50 km söder om huvudstaden Tallinn. Kuimetsa ligger 77 meter över havet och antalet invånare är 385.
Terrängen runt Kuimetsa är mycket platt. Runt Kuimetsa är det mycket glesbefolkat, med 4 invånare per kvadratkilometer. Närmaste större samhälle är Rapla, 19,4 km väster om Kuimetsa. I omgivningarna runt Kuimetsa växer i huvudsak blandskog.